# På liv och död (svensk film, 1986)
För andra betydelser, se På liv och död.
På liv och död är en svensk dramafilm från 1986 i regi av Marianne Ahrne och med manus av Ahrne och Bertrand Hurault. I huvudrollen som Nadja Melander ses Lena Olin och i övrigt medverkar bland andra Svante Martin, Måns Westfelt och Krister Henriksson.

## Om filmen
Inspelningen ägde rum i Stockholm 1985, bland annat på Nacka sjukhus och Svenska Dagbladets tidningsredaktion. Filmen fotades av Hans Welin och klipptes av Ahrne. Den premiärvisades 21 november 1986 på biograf Röda Kvarn i Stockholm och är 88 minuter lång. Filmen har också visats av Sveriges Television den 5 februari 1990.
Filmen mottog mestadels negativ kritik i pressen.

## Handling
Reportern Nadja Melander får klartecken att åka på en reportageresa om barnafödsel till Japan men avböjer erbjudandet. I stället besöker hon ett BB i Sverige och på sjukhuset träffar hon läkaren Stefan Hjelm, som hon varit förälskad i under 15 år men inte sett på länge.

## Rollista
- Lena Olin – Nadja Melander, journalist
- Svante Martin – Stefan Hjelm, läkare
- Måns Westfelt – Olle, redaktionssekreterare
- Krister Henriksson – Frej, fotograf
- Stina Rautelin – Arja, kvinnan med prematurt barn
- Ewa Fröling – Kristina, Stefans fru
- Sara Key – Marta Berglund, nybliven mor som dödar sitt barn
- Marian Gräns – servitrisen på ölkaféet
- Margaretha Byström – Gertrud, barnmorska
- Johan Hedenberg – Peter Berglund, Martas man
- Henry Bronett – Roman, förlossningsläkare
- EwaMaria Björkström – Berit
- Louise Raeder – barnmorskeelev
- Anna von Rosen – Tove
- Cecilia Walton – Ingrid
- Göran Schauman – Johan
- Christina Indrenius-Zalewski – Jutta
- Lilian Johansson – "kycklingmamman"
- Lena-Pia Bernhardsson – Ulla, journalist
- Svante Grundberg – Leif, journalist
- Ulla Steen-Zupanc – födande kvinna
- Bengt C.W. Carlsson – den födande kvinnans man
- Jacob Wilton – Ricko, 10 år
- Eva von Hanno – Rickos mamma
- Leif Ahrle – Rickos styvpappa
- Margareta Pettersson – kvinnan som föder i bilen
- Helge Skoog – poliskommissarien
- Henric Holmberg – bilföderskans man
- Gerhard Hoberstorfer – fotbollssupportern på ölkaféet
- Sten Ardenstam – polisinspektör
- Irene Lindh – Birgitta, journlist
- Tintin Anderzon – Maria
- Mimi Pollak – Rickos mormorsmor
- Margreth Weivers – Rickos mormor
- Ann Zacharias – ung läkare
- Yvonne Lin – kvinnlig vakt
- Lasse Pöysti – sångaren i tunnelbanan
- Pedro Hietanen – musikanten i tunnelbanan
- Arja Saijonmaa – sångaren på stranden i Helsingfors
- Marianne Ahrne – blond kvinna som kommer ut från fångvårdsanstalten/teaterbesökare
- Lilga Kovanko
- Sanna Magnesved - föddes i filmen